# Primera directriz
En el universo ficticio de Star Trek, la Primera directriz (también conocida como Directiva principal, Orden general 1 de la Flota Estelar, Orden general 1 y la Directiva de no interferencia) es un principio rector de la Flota Estelar, que prohíbe a sus miembros interferir con el desarrollo interno y natural de civilizaciones extraterrestres. La Primera directriz se aplica particularmente a las civilizaciones que están por debajo de un cierto umbral de desarrollo tecnológico, científico y cultural; evitar que las tripulaciones de las naves espaciales utilicen su tecnología superior para imponerles sus propios valores o ideales. Desde su introducción en la primera temporada de Star Trek: la serie original, ha servido como foco de la trama de numerosos episodios de varias series de Star Trek. Es superior a todas las demás leyes y directivas, con la excepción de la Directriz Omega.
Aunque el concepto de la Directiva principal ha sido aludido y parafraseado por muchos personajes de Star Trek durante las series de televisión y películas, la directiva real nunca se ha proporcionado a los espectadores. Los intentos más completos para definir la directiva provienen de trabajos no canónicos e incluyen:

La Directiva principal prohíbe que el personal y las naves espaciales de la Flota Estelar interfieran en el desarrollo normal de cualquier sociedad, y exige que cualquier nave o miembro de la tripulación de la Flota Estelar sea prescindible para evitar la violación de esta regla.

Como el derecho de cada especie sintiente a vivir de acuerdo con su evolución cultural normal se considera sagrado, ningún personal de la Flota Estelar puede interferir con el desarrollo normal y saludable de la vida y cultura extraterrestre. Dicha interferencia incluye la introducción de conocimiento, fuerza o tecnología superiores en un mundo cuya sociedad es incapaz de manejar sabiamente tales ventajas. El personal de la Flota Estelar no puede violar esta Directiva principal, incluso para salvar sus vidas y/o su nave, a menos que estén actuando para corregir una violación anterior o una contaminación accidental de dicha cultura. Esta directiva tiene prioridad sobre cualquier otra consideración, y conlleva la más alta obligación moral.

## Primera directriz temporal
La "Primera directriz temporal" es una guía ficticia para viajeros del tiempo (del pasado o del futuro) que interfieran en el desarrollo natural de una línea de tiempo.
En el episodio de TNG "A Matter of Time", Picard compara la Directiva principal con una posible Primera directriz temporal:

Por supuesto, usted conoce la Primera directriz, que nos dice que no tenemos derecho a interferir con la evolución natural de los mundos alienígenas. Ahora he jurado defenderla, pero, sin embargo, he ignorado esa directiva en más de una ocasión porque pensé que era lo correcto. Ahora, si se aferra a algún equivalente temporal de esa directiva, entonces ¿no es posible que tenga una ocasión aquí para hacer una excepción, para ayudarme a elegir, porque es lo correcto?

Como el viajero en el tiempo del siglo 31 Daniels reveló al Capitán Jonathan Archer en el episodio "Cold Front" de Star Trek: Enterprise, a medida que la tecnología del viaje en el tiempo se hizo práctica, los Acuerdos Temporales se establecieron en algún momento antes del siglo 31, para permitir el uso del viaje en el tiempo para el propósitos de estudiar historia, al tiempo que prohíbe su uso para alterar la historia.